# De lepe luis
De lepe luis is een stripverhaal uit de reeks van Suske en Wiske. Het verhaal is speciaal geschreven voor Omega Pharma en verscheen in albumvorm in september 2005.
Het verhaal kreeg een vervolg in De terugkeer van de lepe luis.

## Personages
In dit verhaal spelen de volgende personages mee:
Suske, Wiske, Lambik, Jerom, professor Barabas, luis

## Uitvindingen
In dit verhaal spelen de volgende uitvindingen een rol:
- Vitamitje, de snelgroeier

## Het verhaal
Lambik heeft vreselijk jeuk en Jerom vraagt zich af of zijn haren misschien aangroeien. Jerom kijkt met een telescoop en ziet een luis en wil hem doodmaken, maar Jerom gooit daarmee per ongeluk Lambik door de muur. De luis blijkt ondanks dat nog te leven en Lambik gaat naar professor Barabas. Er wordt antiluizenmiddel in een wapen gedaan en Suske en Wiske worden met Vitamitje verkleind. Suske en Wiske rijden op het hoofd van Lambik en zien de luis, maar deze rent in het oor van Lambik. Vitamitje volgt en de vrienden zien de luis op een haar van Lambik klimmen. 
Wiske grijpt de haar en gooit zo de luis van het hoofd. Lambik ziet de luis en wil hem doodslaan, maar de luis komt dan onder de straal terecht. De luis wordt enorm groot en wil Lambik aanvallen. Jerom slaat de luis neer en de kinderen worden met Vitamitje vergroot. Professor Barabas komt binnen met zijn antiluizenmiddel en ziet de luis op de grond liggen. Hij vindt het jammer dat hij het antiluizenmiddel niet kan uitproberen, maar dan krabt Wiske op haar hoofd.

## Trivia
Het verhaal werd vertaald in het Frans (le pou malin).